# Argostemma geesinkii
Argostemma geesinkii är en måreväxtart som beskrevs av Birgitta Bremer. Argostemma geesinkii ingår i släktet Argostemma och familjen måreväxter. Inga underarter finns listade i Catalogue of Life.